# Elsa Baquerizo
Elsa María Baquerizo McMillan, née le 25 juin 1987 à New York (États-Unis) est une joueuse de beach-volley espagnole. Elle a notamment été médaillée de bronze en 2012, puis médaillée d'argent en 2013 aux Championnats d'Europe de beach-volley en compagnie de sa compatriote Liliana Fernández.

## Carrière

### Les débuts
Elsa Baquerizo commence le beach-volley professionnel avec sa compatriote Miriam Carrillo lors du tournoi Satellite de San Sebastián (Espagne) en 2007. Elle participe aux Youth World Championship de Modène (Italie) avec sa compatriote Liliana Fernández en 2007 puis se stabilise immédiatement avec cette dernière à partir de cette même année 2007.

### Les principaux faits d'armes
Avec Liliana Fernández, elle termine à la seconde place lors des Tournois Open d'Åland (Finlande) en septembre 2012, de Fuzhou (Chine) en avril 2013 et de Sotchi (Russie) en mai 2016.
Outre ses deux médailles aux Championnats d'Europe de beach-volley, sa principale performance à ce jour reste une seconde place lors du Grand Chelem de Stavanger (Norvège) en juin 2014.

## Palmarès

### Jeux olympiques d'été
- Pas de performance significative à ce jour...

### Championnats du Monde
- Pas de performance significative à ce jour...

### Championnats d'Europe
- Médaille d'argent en 2013 à Klagenfurt (Autriche) avec Liliana Fernández
- Médaille de bronze en 2019 à Moscou (Russie) avec Liliana Fernández
- Médaille de bronze en 2012 à Scheveningen (Pays-Bas) avec Liliana Fernández